# Гришко Петро Остапович
Петро Остапович Гришко (* 2 січня 1925, село Соснівка, нині Конотопського району Сумської області — † 2003) — український поет-гуморист. Член Національної спілки письменників України від 1999 року. Лауреат премії журналу «Перець» (1990).

## Життєпис
Народився в сім'ї хліборобів. До війни закінчив семирічку в селі Заводи, куди переселилась сім'я, та перший курс фельдшерської школи в Конотопі.
Під час Другої світової війни відправлений на каторжні роботи до Німеччини. У 1943–1948 роках служив у Радянській армії. Брав участь у боях за визволення Білорусі, визволяв Варшаву та Берлін.
Після демобілізації працював у колгоспі. 1950 року Петра Гришка запросили на вчительську роботу в село Заводи. Заочно закінчив Лебединське педагогічне училище, а потім Ніжинський педагогічний інститут, де здобув фах учителя української мови та літератури.
Роботі в школі віддав понад 30 років, з яких понад 17 працював директором восьмирічки в Заводах, а потім 6 років — на посаді завуча середньої школи в рідній Соснівці, після чого вийшов на пенсію.
Неодноразово був депутатом сільської ради.

## Творчість
Гуморески почав писати в 1960-х роках. Друкувався в «Перці», «Україні», «Прапорі», «Літературній Україні», «Радянській Україні», «Сільських вістях», «Літературній газеті», у колективних збірниках «Ясні усмішки», «Вусаті діти», «Веселий ярмарок», літературному альманасі «Слобожанщина», «Заспів» і багатьох інших виданнях.
Окремі байки Петра Гришка в перекладі опубліковано в Болгарії. Окремими виданнями вийшли збірки «Квач і Скрипка» (1980), «Рябко в заступниках» (1992), «Гаманець під слідством» (1994), "Жаліслива муха" (2001).
1990 року поет став лауреатом премії журналу «Перець».